# Hamish Keast
Hamish Keast, né le 23 février 2000, est un coureur cycliste néo-zélandais. Il participe à des courses sur route et sur piste.

## Biographie
Durant son enfance, Hamish Keast pratique à la fois le cyclisme et le karting. Il finit toutefois par délaisser le pilotage pour privilégier le vélo. Actif sur route, il a obtenu diverses victoires dans des compétitions nationales. Il est également devenu champion de Nouvelle-Zélande de poursuite par équipes à deux reprises (en 2021 et en 2025). À l'étranger, il a terminé troisième du Tour du Gippsland en 2024.

## Palmarès sur route

### Par année
- 2018
  - 3e étape du Tour de Lakes
  - Prologue du Tour de Southland juniors
  - 2e de la Gore to Invercargill Classic
  - 2e du Tour de Southland juniors
- 2019
  - 1re étape du South Canterbury 2 Day Tour (contre-la-montre)
  - 2e des Calder Cycling Stewart Series
- 2021
  - 1re (contre-la-montre) et 2e étapes du Fight for Yellow Tour
  - 3e du Fight for Yellow Tour
- 2022
  - 1re étape du South Canterbury 2 Day Tour (contre-la-montre)
  - 3e du South Canterbury 2 Day Tour
- 2024
  - 3e du Tour du Gippsland

### Classements mondiaux
| Année            | 2019 | 2020 | 2021 | 2022 | 2023 | 2024 |
| ---------------- | ---- | ---- | ---- | ---- | ---- | ---- |
| UCI Oceania Tour | 108e |      |      |      | 103e | 104e |

## Palmarès sur piste

### Championnats nationaux
- 2021
  -  Champion de Nouvelle-Zélande de poursuite par équipes (avec Nick Kergozou, Tom Sexton et Corbin Strong)
- 2025
  -  Champion de Nouvelle-Zélande de poursuite par équipes (avec Oliver Clark, Andree Free et Jesse Johnston)
  - 2e du championnat de Nouvelle-Zélande de l'américaine
  - 2e du championnat de Nouvelle-Zélande de course aux points
  - 3e du championnat de Nouvelle-Zélande de poursuite